# Basarbovo
Basarbovo (bulgariska: Басарбово) är ett distrikt i Bulgarien.   Det ligger i kommunen Obsjtina Ruse och regionen Ruse, i den norra delen av landet, 240 kilometer nordost om huvudstaden Sofia.
Trakten runt Basarbovo består till största delen av jordbruksmark. Runt Basarbovo är det ganska glesbefolkat, med 26 invånare per kvadratkilometer.